# Silveria Fañanás
Silveria Petra Josefa Fañanás García (Huesca, 1854 - Madrid, 23 de agosto de 1929) fue una fotógrafa española, esposa y ayudante de laboratorio del neurocientífico Santiago Ramón y Cajal.

## Trayectoria
Nació en Huesca en 1854, de padre apellidado Fañanás Galán, empleado del Gobierno Civil, y de madre apellidada García Burillo. A los veinticuatro años, huérfana ya de padre, se prometió en Zaragoza con Santiago Ramón y Cajal, con quien había coincidido en su niñez en Huesca. Se casaron el 19 de julio de 1879 en la iglesia de San Pablo de Zaragoza y tuvieron cuatro hijas y tres hijos.
Aunque su matrimonio no fue bien visto por el padre de Ramón y Cajal, fue un enlace de gran armonía que ayudó al entonces joven médico cirujano a progresar y a triunfar, como él mismo reconoció en sus documentos biográficos (llegando a admitir lo que alguien dijo: "La mitad de Cajal es su mujer"). Fañanás fue colaboradora permanente de su marido en su actividad investigadora, trabajando en el laboratorio y utilizando técnicas artesanales para la creación de placas fotográficas que sirvieron de base para sus estudios sobre neurociencia.
Fañanás poseía unas grandes cualidades humanas, y evitó a su marido cualquier tipo de preocupación, encargándose no solo del cuidado de la familia y del hogar, también de la economía conjunta.
Ante la falta de apoyo institucional, ahorrando logró el dinero preciso para que Ramón y Cajal asistiese al Congreso de la Sociedad Anatómica Alemana, celebrado en Berlín en 1889, donde se inició el reconocimiento internacional por sus investigaciones.

## Reconocimientos
Fañanás cuenta con una calle con su nombre, vía principal en la urbanización Torres de San Lamberto, en el distrito de La Almozara de Zaragoza.